# Dimitar Kovačevski
Dimitar Kovačevski (en macédonien : Димитар Ковачевски) est un homme d'État macédonien né en 1974 à Kumanovo, membre de l'Union sociale-démocrate de Macédoine (SDSM). Il est président du gouvernement du 16 janvier 2022 au 28 janvier 2024.

## Formation
Dimitar Kovačevski naît à Kumanovo en 1974.
Après des études secondaires commencées à Kumanovo et terminées à Waterville, dans l'État américain du Minnesota, il obtient son premier diplôme en 1998 à la faculté de sciences économiques de l'université Saints-Cyrille-et-Méthode de Skopje. Cinq ans plus tard, il y passe avec succès son master.
Il obtient en 2008 un doctorat en sciences économiques de l'université du Monténégro.

## Vie professionnelle

### Secteur privé
La carrière de Dimitar Kovačevski commence en 1998 au sein de Makedonski Telekom. Il en devient directeur commercial et des ventes en 2005, puis directeur de la communication commerciale en 2008. Il est promu deux ans plus tard directeur de la communication, avant d'être nommé en 2016 directeur des ventes nationales.
En 2017, il est recruté pour le poste de directeur général de one.Vip, la branche mobile de l'opérateur de téléphonie A1 Macedonia. Entre 2018 et 2020, il travaille comme haut responsable d'une start-up du secteur des énergies renouvelables.

### Université
Dimitar Kovačevski poursuit en parallèle une carrière universitaire, qu'il commence en 2009 en qualité de professeur assistant sur le campus de l'université de New York à Skopje. En 2012, il est recruté au sein de la faculté de commerce, d'économie et de gestion de l'université américaine de Skopje, toujours comme professeur assistant. Il est promu au rang de professeur associé six ans plus tard.

## Vie politique

### Débuts
En 1994, Dimitar Kovačevski adhère à l'Union sociale-démocrate de Macédoine (SDSM). À la suite de la formation du gouvernement Zaev II en 2020, il est nommé ministre adjoint des Finances.

### Président du gouvernement
Dimitar Kovačevski est élu le 12 décembre 2021 président de l'Union sociale-démocrate par 37 000 voix sur 44 000 exprimées face à deux concurrents. Il succède ainsi à Zoran Zaev, dont il était le candidat favori, à la suite de la démission de ce dernier en conséquence des mauvais résultats du parti aux élections municipales du mois d'octobre précédent, et est pressenti pour devenir également président du gouvernement. Une semaine plus tôt, Zoran Zaev avait conclu un accord avec le parti albanais Alternative pour remplacer le Mouvement Besa au sein de la majorité parlementaire, assurant la stabilité de la coalition gouvernementale.
Le 29 décembre, le président de la République Stevo Pendarovski lui confie formellement le mandat de former le nouveau gouvernement macédonien, une semaine après la démission officielle de Zoran Zaev. Il dispose alors de vingt jours pour présenter son exécutif et obtenir la confiance des parlementaires,. Il présente son programme le 16 janvier 2022, réaffirmant son intention de mener à bien la procédure d'adhésion de la Macédoine du Nord à l'Union européenne et d'organiser les prochaines élections législatives au terme naturel de la législature, en 2024. Son gouvernement obtient ensuite la confiance de l'Assemblée par 62 voix favorables.
Il démissionne le 28 janvier 2024 et le président de l'Assemblée Talat Xhaferi lui succède en vertu de l'accord de coalition passé avec l'Union démocratique pour l'intégration (BDI), prévoyant la mise en place d'un gouvernement de transition dirigé par un membre du BDI avant les élections législatives prévue le 8 mai suivant.